# Håndbold under sommer-OL 2020 - Herrernes turnering - Gruppe B
| Position | Nation   | K | V | U | T | M+ | M- | MF | P | Kvalifikation |
| -------- | -------- | - | - | - | - | -- | -- | -- | - | ------------- |
| 1        | Danmark  |   |   |   |   |    |    |    |   | Q             |
| 2        | Sverige  |   |   |   |   |    |    |    |   | Q             |
| 3        | Portugal |   |   |   |   |    |    |    |   | Q             |
| 4        | Japan    |   |   |   |   |    |    |    |   | Q             |
| 5        | Egypten  |   |   |   |   |    |    |    |   |               |
| 6        | Bahrain  |   |   |   |   |    |    |    |   |               |